# Vilhelm Bryde
Vilhelm Bryde (* 28. April 1888 in Stockholm, Schweden; † 26. April 1974 ebenda) war ein schwedischer Filmarchitekt und Filmfirmenmanager mit gelegentlichen Ausflügen zur Schauspielerei und Filmproduktion.

## Leben und Wirken
Der Kaufmannssohn Bryde besuchte die Technische Hochschule seiner Heimatstadt und schloss sein Studium 1909 mit dem Examen ab. Anschließend ließ er sich an der Schauspielschule des Dramaten zum Schauspieler ausbilden und arbeitete als Szenen- und Kostümbildner an Stockholmer Bühnen. 1911 gab Bryde seinen Einstand als Profischauspieler. Zwischen 1913 und 1919 war er Ensemblemitglied des Svenska Teatern. 
1919 wechselte Vilhelm Bryde zum Film. Anfänglich entwarf er vor allem die Filmbauten für Produktionen, in denen der damals führende Theaterstar Gösta Ekman die Hauptrolle verkörperte. Erst mit dem frühen Tode Axel Esbensens am Neujahrstag 1923 begann Brydes Karriere als Filmarchitekt an Fahrt zu gewinnen. In den verbleibenden Jahren dieses Jahrzehnts, das eine Blütezeit des schwedischen Kinos bedeuten sollte, entwarf Vilhelm Bryde die Bauten zu einer Fülle von künstlerisch wie zum Teil auch kommerziell höchst erfolgreichen Produktionen.
Seine bedeutendsten filmtechnischen Bauten gestaltete er für Inszenierungen Gustaf Molanders, Mauritz Stillers und Victor Sjöströms. Er war sich aber auch nicht zu schade für reine Unterhaltung: so entwarf Bryde beispielsweise die Dekorationen zu einigen Lustspielen mit Pat und Patachon. Mit Glücksmelodie zeichnete er 1929 auch szenenbildnerisch für den ersten abendfüllenden schwedischen Tonfilm verantwortlich. Bald darauf, 1931, zog sich Bryde nahezu komplett aus dem aktiven Filmgeschäft zurück. 1933 wurde er ins Kino-Management der Svensk Filmindustri berufen.
Bryde hat in seiner vorübergehenden Funktion (1926–1931) als Produktionschef der Stockholmer Firma Film AB Minerva einige seiner späten Werke auch persönlich – oftmals in Zusammenarbeit mit deutschen und britischen Partnern – produziert und trat überdies sporadisch als Darsteller vor die Kamera. 
Seit 1915 war er mit der Schauspielerin Lisa Holm (1888–1976) verheiratet. Beider Sohn Lars Bryde (1918–2002) arbeitete als Architekt.

## Filmografie
als Filmarchitekt, wenn nicht anders angegeben
- 1919: Åh, i morron kväll
- 1919: Thora van Deken
- 1919: Gyurkovicsarna
- 1920: Familjens traditioner
- 1920: Bomben (Schauspieler)
- 1920: Erotikon (Schauspieler)
- 1921: El lyckoriddare (auch Schauspieler)
- 1921: Zweite Heimat (En vildfågel)
- 1923: Johan Ulfstjerna
- 1923: 33.333 (auch Schauspieler)
- 1923: Gösta Berling
- 1924: Trolle bokungen
- 1924: Karl XII
- 1924: Pat und Patachon als Polizisten (Polis Paulus påskasmäll) (auch Schauspieler)
- 1925: Die Kameliendame (Damen med kameliorna)
- 1925: Ihre kleine Majestät (Hennes lilla majestät)
- 1925: Giftas
- 1925: Die Erde ruft – Jerusalem, 1. Teil (Ingmarsarvet)
- 1926: Die Wallfahrt eines Herzens – Jerusalem, 2. Teil (Till Österland)
- 1926: Bankhaus Pat und Patachon (Ebberöds bank)
- 1926: Die gestohlene Sensation (Hon, han och Andersson)
- 1926: Sie, die Einzige (Hon, den enda)
- 1926: Charleys Tante
- 1926: Die Lady ohne Schleier (Hans engelska fru) (auch Schauspieler)
- 1927: Die sieben Töchter der Frau Gyurkovics
- 1927: Versiegelte Lippen (Förseglade läppar)
- 1927: Der Spukbaron (Spökbaronen)
- 1927: Um seine Ehre (En perfekt Gentleman) (auch Co-Regie und Produktion)
- 1927: Majestät schneidet Bubiköpfe (Hans kunglig höghet shinglar)
- 1928: Janssons frestelse
- 1928: Svarte Rudolf
- 1928: Rausch (Synd) (auch Produktion)
- 1929: Rågens rike
- 1929: Die Verführerin (Hjärtats triumf) (auch Produktion)
- 1929: Den starkaste
- 1929: Glücksmelodie (Säg det i toner) (auch Produktion)
- 1930: Ulla min Ulla
- 1930: Markurells i Wadköping
- 1930: Väter und Söhne
- 1930: Charlotte Löwensköld
- 1930: För hennes skull
- 1930: Mach’ mir die Welt zum Paradies
- 1930: Dantes mysterier
- 1931: Röda dagen
- 1931: Mon cœur et ses millions
- 1931: Brokiga blad (nur Produktion und Auftritt)
- 1939: Landstormens lilla Lotta (nur Produktion)